# Wang Shuang (futbolista)
Wang Shuang (xinès simplificat: 王霜, pinyin: Wáng Shuāng; Wuhan, 23 de gener de 1995) és una futbolista xinesa que juga al Racing Louisville FC de la National Women's Soccer League (NWSL). Amb més de 100 partits per a la selecció femenina de futbol de la Xina, és considerada una de les jugadores més importants de l'equip.

## Carrera de club
Wang Shuang va ser vist pels exploradors del Daejeon Sportstoto de la WK-League mentre es preparava per als Jocs Nacionals de 2013 amb l'equip provincial de Hubei. El 3 de juliol de 2013, es va anunciar que havia signat un contracte amb el club i que s'uniria després de la Copa d'Àsia Oriental femenina de l'EAFF 2013. En la seua primera temporada amb el club, Wang va ajudar a Sportsto a arribar a la final de la Copa FA femenina de Corea i va rebre el premi a la jugadora més valuosa després de marcar sis gols en cinc partits. El progrés inicial es va aturar a causa dels seus compromisos amb els Jocs Nacionals de 2013 i la selecció femenina xinesa.
El desembre de 2013, va signar un contracte d'un any amb el club i es va unir juntament amb Wu Haiyan. El 2015, va tornar a l'equip de la Universitat de Wuhan Jianghan per preparar-se per a la Copa del Món Femenina de la FIFA 2015. El 31 de desembre de 2015, Wang va ser transferida al Dalian Quanjian de la Superliga femenina xinesa tot i l'interès de diversos clubs de la FA WSL.
El 3 d'agost de 2018, Wang fitxa pel club de la Divisió 1 Femenina Paris Saint-Germain signant un contracte de dos anys. El 5 de juliol de 2019, Wang va abandonar el club per consentiment mutu i va tornar a la Universitat de Wuhan Jianghan una vegada més.
El 10 d'agost de 2022, Wang va signar amb el club de la NWSL Racing Louisville FC fins a la temporada 2023. Va debutar contra Houston Dash el 12 d'agost de 2022, com a substituta al minut 60.

## Carrera internacional
Wang va formar part de la selecció de la Xina sub-17 als 12 anys. El 2012, va ser inclosa per a la selecció sub-20 a la Copa del Món Femenina Sub-20 de la FIFA.
Wang va ser convocada a la selecció femenina de futbol de la Xina per primera vegada el 2013 i va debutar el 12 de gener de 2013 en una derrota per 1-0 contra Canadà. Després del partit, l'aleshores entrenador Hao Wei va descriure l'aleshores, de 17 anys, com un jugador "de gran potencial". El 21 de juliol de 2013, va fer el seu debut internacional complet en una derrota per 2-0 contra el Japó a la Copa d'Àsia Oriental femenina de l'EAFF 2013.
Wang va ser la segona màxima golejadora del Campionat Femení Sub-19 de l'AFC 2013. Més endavant va ser nominada per al premi a la Jugadora Jove de l'Any de l'AFC.
Wang va ser utilitzada principalment com a substituta a la Copa del Món Femenina de la FIFA 2015, va ser seleccionada per a la Copa d'Àsia Oriental Femenina de l'EAFF 2015 i va eixir com a títular en 10 partits internacionals consecutius fins finalitzar l'any 2015. Va ser la màxima golejadora del Torneig Internacional de Yongchuan 2015.
Va fer la seua aparició número 100 amb la selecció de la Xina el 7 de novembre de 2019 en una victòria per 2-0 contra Nova Zelanda durant el Torneig Internacional de Yongchuan de 2019.
Als Jocs Olímpics del 2020 va marcar quatre gols en el partit de grup de la Xina contra Zàmbia.
Wang Shuang va marcar cinc gols a la Copa Asiàtica Femenina de l'AFC 2022 per ajudar l'equip a guanyar el títol.

## Vida personal
Escrivint per a The Players' Tribune el juny del 2019, Wang va parlar de la seua desconnexió amb els pares, de com va ser criada pel seu tioi la seua tieta i de les seues lluites personals amb la síndrome de l'impostor.